# SaarDok
SaarDok ist ein Dokumentenserver mit Archivierungsfunktion für Dokumente oder Websites mit Bezug zur Region Saarland.
SaarDok wird von der Saarländischen Universitäts- und Landesbibliothek (SULB) in deren Funktion als Landesbibliothek des Saarlandes betrieben. SaarDok kann in der Regel sowohl von Autoren oder Institutionen als auch Lesern kostenlos genutzt werden. Ein reines Open-Access-Angebot stellt der Server aber nicht dar, da er vorrangig nicht-wissenschaftliche Inhalte verwaltet. Saardok ist eines der Vorhaben deutschlandweit, die sich der Archivierung regionalspezifischer Dokumente und Internetseiten (Web-Archivierung) widmen und damit den wissenschaftlichen Open-Access-Ansatz auf die Sicherung des digitalen kulturellen Erbes ausdehnen. 
SaarDok wird für die Saarländische Universitäts- und Landesbibliothek vom Bibliotheksservice-Zentrum Baden-Württemberg (BSZ) gehostet.
Neben dem Saarland-Server SaarDok betreibt die Saarländische Universitäts- und Landesbibliothek den Open-Access-Dokumentenserver SciDok, ein institutionelles Repository.